# بریگارد فتح
بریگارد فتح یک گروه اسلامی میانه‌رو درگیر در جنگ داخلی سوریه است که در حلب مشغول نبرد می‌باشد.این گروه حتی از اعضای سابق ارتش عضو می‌پذیرد.